# Översjön (Särna socken, Dalarna)
Översjön är en sjö i Härjedalens kommun och Älvdalens kommun i Dalarna och ingår i Dalälvens huvudavrinningsområde. Sjön har en area på 1,04 kvadratkilometer och ligger 653,1 meter över havet. Sjön avvattnas av vattendraget Granan.

## Delavrinningsområde
Översjön ingår i det delavrinningsområde (684617-137923) som SMHI kallar för Utloppet av Översjön. Medelhöjden är 668 meter över havet och ytan är 12,63 kvadratkilometer. Det finns inga avrinningsområden uppströms utan avrinningsområdet är högsta punkten. Granan som avvattnar avrinningsområdet har biflödesordning 2, vilket innebär att vattnet flödar genom totalt 2 vattendrag innan det når havet efter 436 kilometer. Avrinningsområdet består mestadels av skog (24 procent) och sankmarker (66 procent). Avrinningsområdet har 1,12 kvadratkilometer vattenytor vilket ger det en sjöprocent på 8,8 procent.